# 森林コンサルタント
森林コンサルタント（しんりんコンサルタント）は、治山事業、林道事業など、おもに森林土木事業、森林整備事業に係る調査、測量、設計、計画などの業務を遂行する技術コンサルタント。
関連団体として林業コンサルタント協会、財団法人国土緑化推進機構、社団法人全国林業改良普及協会、またおもに林野庁やJICA林開部の業務を受託する社団法人海外林業コンサルタント協会、森林技術コンサルタンツ協議会、海外林業コンサルタンツ協会や日本森林技術協会がある。
治山・森林環境に関した技術支援・林道整備事業技術支援、林業技術に関する指導、研究、研修などや、地区水源流域保全調査、地形地質・荒廃森林等調査、荒廃森林整備計画策定、海岸保全林計画、地区落石防護柵詳細設計業務、落石防止柵詳細設計、治山工事実施設計、保安施設地区転換保安林調査、山地災害危険地区判定調査等業務、木製ダム工構造物調査業務、地すべり対策、治山事業用木材の耐用年数評価といった都道府県や市町村、森林組合らが行う森林保全等に係る森林土木事業関連の調査、測量、設計、施工管理を受託し遂行する。
造林事業管理や森林認証の取得と持続する森林経営や、森林ふれあい体験及び森林環境教育事業に関わる業務にも取り組む。森林の経営管理支援では、GPS測量等を導入し森林管理から伐採技術支援、施業計画策定などを行う技術支援から、造林補助金や境界紛争、立木山林の評価売却に関する、さらに林地開発行為の許可支援、利害関係者の同意調整といった類の業務も取り扱っている。
コンサルタントの例では長野県林業コンサルタント協会、社団法人秋田県林業コンサルタント、社団法人青森県林業コンサルタントなどがあり、林業コンサルタント技術研究所、中野緑化工技術研究所、財団法人林業土木施設研究所などの研究組織や、林業に関する機械関連（修理、林業機械技術指導、林業索道架設など）コンサルタントもある。

## 概要
- 森林コンサルタントの組織形態は株式会社、有限会社ないし社団法人である。主要な顧客は林野庁の森林管理局や地方自治体の森林部局である。顧客の発注する設計等の業務を受注し、技術的な知見を駆使して業務を遂行する。
- 林野庁の森林管理局や自治体の森林部局では、入札参加資格を定め、業者名簿を作成して森林コンサルタントを規定している。
- 森林コンサルタントの多くは、建設コンサルタント、地質コンサルタント、補償コンサルタント、測量業、不動産鑑定業、土地家屋調査士、司法書士、計量証明事業者や建築士事務所を兼ねている。
- 森林組合なども森林コンサルタント事業を展開する。

## 事業例
- 保安林指定及び指定解除の申請業務・林地開発の許認可申請業務
- 地形地質調査、荒廃森林調査、雪氷調査等の森林に関する調査
- 森林測量
- 自然環境調査、環境アセスメント（たとえば、猛禽類の生息状況調査等）
- 森林土木に係るコンピューターシステムの開発、森林データベースの構築や森林GIS等
- 森林施業計画の策定
- 森林管理コンサルティング、森林経営のフィジビリティ調査
- 森林所有者に対する専門的アドバイス業務
- 森林認証の取得支援
- 山林所有者情報収集、所有者境界画定支援
- 雪氷防災などの災害対策計画、砂防施設配置など森林土木事業の計画策定
- 山腹工・調節池本体工・落石防止柵など森林保全のための工作物の基本設計・詳細設計
- 路網や林道の基本設計・詳細設計
- 森林のレクレーションや森林ふれあい体験及び森林環境教育事業などに関するコンサルタント業務

## おもなコンサルタント例
- 株式会社松川測量設計 - 宮崎県
- アサヒコンサルタント株式会社 - 北海道
- 朝日測量株式会社 - 群馬県
- アジア航測株式会社 - 東京都
- 天城林業有限会社 -
- アラヤ総合設計株式会社 - 北海道
- 大竹測量設計株式会社 - 福島県
- 奥山ボーリング株式会社 - 秋田県
- 株式会社アクロス - 長野県
- 株式会社イビソク - 岐阜県
- 株式会社ウヌマ地域総研 - 秋田県
- 株式会社大町測量 - 京都府
- 株式会社大屋ハイテック - 島根県
- 株式会社奥平測量設計事務所 - 静岡県
- 株式会社共同設計企画 - 大阪府
- 株式会社興林 - 東京都
- 株式会社共立測量設計 - 北海道
- 株式会社熊本県弘済会 - 熊本県
- 株式会社公害技術センター - 長野県
- 株式会社コウナン - 福島県
- 株式会社寒河江測量設計事務所 - 山形県
- 株式会社サンコー技研 - 長崎県
- 株式会社三進 - 岐阜県
- 株式会社山水 - 長野県
- 株式会社山地防災研究所 - 群馬県
- 株式会社写真測図研究所 - 長野県
- 株式会社シヨウエー設計測量事務所 - 福岡県
- 株式会社新東京ジオシステム - 山形県
- 株式会社森林環境コンサルタント - 群馬県
- 株式会社森林環境リアライズ - 北海道
- 株式会社森林コンサルタント - 大阪府
- 株式会社森林総合企画 - 熊本県
- 株式会社森林総合技術コンサルタント - 熊本県
- 株式会社森林調査設計事務所 - 東京都
- 株式会社森林テクニクス - 東京都
- 株式会社森林土木施設研究所 - 東京都
- 株式会社西部コンサルタント - 福島県
- 株式会社設計京北 - 京都府
- 株式会社相愛 -
- 株式会社地域経済研究所 -
- 株式会社中部森林技術コンサルタンツ - 愛知県
- 株式会社十日町測量 - 新潟県
- 株式会社都市整備 - 秋田県
- 株式会社飛州コンサルタント - 岐阜県
- 株式会社ナビコグリーン - 埼玉県
- 株式会社信和測量設計事務所 - 北海道

- 株式会社果無 - 和歌山
- 株式会社華陽コンサルタント - 岐阜県
- 株式会社藤建技術設計センター - 福島県
- 株式会社プレック研究所 - 東京都
- 株式会社ホクリンコンサルタント - 北海道
- 株式会社北海道森林土木コンサルタント - 北海道
- 株式会社ミズキコンプライアンス - 広島県
- 株式会社水野建設コンサルタント - 熊本県
- 株式会社ミモリ技建 - 福島県
- 株式会社宮城環境保全研究所 - 宮城県
- 株式会社メック四国 - 徳島県
- 株式会社メック東北 - 岩手県
- 株式会社メック東北 - 岩手県
- 株式会社メック宮崎 - 宮崎県
- 株式会社山光測舎 - 長野県
- 株式会社ユーデーコンサルタンツ -
- 株式会社和調査設計 - 熊本県
- 環境計測　株式会社 - 京都府
- 北栄測量設計　株式会社 - 北海道
- 近代技建株式会社 - 宮崎県
- グリーン航業　株式会社 - 東京都
- 国土防災技術株式会社 - 東京都
- 国土防災技術北海道株式会社 - 北海道
- サイトウコンサルタント　株式会社 - 鳥取県
- サンスイエンジニアリング　株式会社 - 東京都
- 静岡県森林コンサルタント協議会 -
- 社団法人　岡山県治山林道協会 - 岡山県
- 社団法人　鹿児島県治山林道協会 - 鹿児島
- 社団法人　宮崎県治山林道協会 - 宮崎県
- 社団法人福島県林業協会 - 福島県
- 森林コンサルタント萩原 -
- ダイシンコンサルタント株式会社 - 岐阜県
- 千葉県森林整備協会 - 千葉県
- 中部森林技術コンサルタンツ - 愛知県
- 中部測量株式会社 - 長野県
- 中部地下開発　株式会社 - 石川県
- 土木地質株式会社 - 宮城県
- 中井測量設計株式会社 - 岩手県
- 日豊サーベー株式会社 - 大分県
- 秀和設計コンサルタント - 青森県
- 日野測量設計株式会社 - 宮城県
- ファナテック株式会社 - 岡山県
- 藤井測量設計　株式会社 - 北海道
- 北陽建設株式会社 - 長野県
- 北海道農林土木コンサルタント　株式会社 - 北海道
- 北光コンサル株式会社 - 岩手県
- みどり産業　株式会社 - 長野県
- 明治コンサルタント株式会社 - 東京都 -
- 有限会社青森測量 - 青森県
- 有限会社大貫測量設計事務所 - 茨城県
- 有限会社沖下測量 - 岐阜県
- 有限会社環境土木設計事務所 - 山形県
- 有限会社熊谷測量設計事務所 - 静岡県
- 有限会社広島林業調査設計 - 広島県
- 有限会社福原測量 - 新潟県